# Sojoez 22
Sojoez 22 was een bemande Russische ruimtevlucht uit 1976. Hoofddoel van deze vlucht was het maken van opnamen van de Aarde met behulp van een multi-spectrale camera. Daarnaast voerde de bemanning enige biologische experimenten uit.

## OnbruikbareSojoez
Na de geslaagde vluchten van het ASTP zaten de Russen opgescheept met een tamelijk nutteloze reservecapsule voor deze missie. Dit exemplaar onderging hiervoor dusdanige wijzigingen, dat het niet praktisch was om deze opnieuw aan te passen voor een vlucht naar een Saljoet ruimtestation. Daarom rustten de Russen Sojoez 22 uit met dezelfde camera als Saljoet 6 zou gebruiken. Het zou nog een jaar duren voor dit station omhoog werd geschoten. In tegenstelling tot een normale Sojoez beschikte Sojoez 22 over zonnepanelen. Hierdoor kon deze aanzienlijk langer zelfstandig opereren dan de normale twee dagen die voor de standaarduitvoering van toepassing was.

## Bemanning en gewicht
De bemanning bestond uit twee kosmonauten en bestond uit gezagvoerder Valeri Bykovski en boordwerktuigkundige Vladimir Aksjonov. Aksjonov onderging zijn ruimtedoop, Bykovski maakte zijn eerste vlucht al in 1963 met Vostok 5. Deze Sojoez woog 6570 kg.

## Vluchtverloop

### Lancering
Sojoez 22 werd gelanceerd op 15 september 1976 door een Sojoez draagraket vanaf Tjoeratam op Bajkonoer. De capsule kwam in een baan met een apogeum van 280 km, een perigeum van 250 km en een omlooptijd van 89,6 minuten. De excentriciteit bedroeg 0,00226. Tijdens de zestiende omloop voerde men een baanwijziging uit; hierdoor kwam Sojoez 22 in een bijna cirkelvormige baan van ± 250 km.

### Afwijkende inclinatie, spionagevlucht?
De inclinatie maakte van deze missie een vreemde eend in de bijt. Die lag normaliter tussen de 51 à 52°. Sojoez 22 trok zijn baantjes echter met een inclinatie van 65°. Sommige waarnemers uitten dan ook het vermoeden, dat het hier een ordinaire spionagevlucht betrof. Destijds hielden NAVO strijdkrachten een grootschalige oefening in Noorwegen. Dit gebied kon Saljoet 5 niet goed waarnemen. Aangezien deze deel uitmaakte van het Almazprogramma en het dus een militair ruimtestation betrof, verdachten zij de Russen ervan via Sojoez 22 informatie te verzamelen. Anderen wezen dan weer op het feit, dat de technische opbouw van de camera spionage onwaarschijnlijk maakte.
Volgens de Sovjet-Unie maakte ze slechts opnamen van Oost-Duitsland en de Sovjet-Unie om "...de wetenschappelijke en technische methoden om geologische kenmerken te bestuderen te verbeteren, in het belang van hun nationale economieën...". De waarheid ligt waarschijnlijk in het midden: naast het genoemde geologisch onderzoek zal men ook foto's van andere landen hebben genomen. Feit is wel dat door de gekozen baan Oost-Duitsland nauwkeurig in kaart kon worden gebracht.

### Camera
De MKF-6 camera was bevestigd aan de koppelingskraag, die dit keer geen nuttige functie had. Ze was ontworpen door de Oost-Duitse firma Zeiss uit Jena. Het betrof een multi-spectrale camera met zes lenzen, waarvan vier in zichtbaar licht en twee infraroodopnamen maakten. Het was het Russische antwoord op Landsat. De foto's toonden details van 20 m grootte. Terwijl de ene kosmonaut de camera vanuit de werkmodule bediende, controleerde zijn collega de juiste stand van het ruimtevaartuig in de besturings- en terugkeercapsule. De strook waargenomen gebied had een breedte van 165 km, zodat binnen tien minuten een oppervlakte van ruim een half miljoen vierkante kilometer kon worden gefotografeerd.
De eerste foto's dienden slechts als test en besloegen de in aanleg zijnde Baikal-Amoer spoorlijn. Op de derde dag maakte de bemanning opnamen van het noordwesten van de Sovjet-Unie en van Siberië tot aan de Zee van Ochotsk. En dag later keek de bemanning hoe schoon hun patrijspoorten waren toen de maan voor de lens op kwam en weer onder ging. Door deze vanachter de Aarde op te laten komen, was tevens onderzoek van de dampkring mogelijk. De nadruk lag op agrarische invloeden en geografische formaties van Centraal-Azië, Kazachstan en Siberië in kaart brengen. Op de vijfde dag van zijn missie fotografeerde Sojoez 22 Azerbeidzjan, de zuidelijke flanken van het Oeralgebied, nogmaals de Baikal-Amoer spoorlijn en West-Siberië. Gelijktijdig maakten verscheidene vliegtuigen eveneens opnamen van dezelfde gebieden, om die te kunnen vergelijken. De volgende dag richtte MKF-6 zijn lenzen op Siberië, het noorden van de Sovjet-Unie en het Europese gedeelte ervan. Volgens TASS was dat gedeelte nog nooit vanuit de ruimte vastgelegd.
Op de laatste dag van zijn missie nam Sojoez 22 Oost-Duitsland in ogenschouw, terwijl een vliegtuig van het type An-30 over hetzelfde gebied vloog. Deze was eveneens uitgerust met een MKF-6 camera. Om eerder gemaakte opnamen van bepaalde gebieden te vergelijken maakten Bykovski en Aksjonov nogmaals opnamen van Centraal-Azië, Kazachstan, Oost-Siberië en het zuidwesten van de Sovjet-Unie. Andere werkzaamheden vergden aanzienlijk meer tijd. De kosmonauten moesten de camera demonteren om de kleurenfilters te verwijderen. Dit was noodzakelijk om de op Aarde gemaakte luchtfoto's te kalibreren. Dit klusje hield hen enige uren zoet.
Sojoez 22 nam in totaal 2400 foto's van 30 geselecteerde gebieden, die allen van goede kwaliteit waren. Geen enkele filmcassette vertoonde fouten. De opnamen bleken van grote waarde voor deskundigen op het gebied van landbouw, hydrologie, mineralogie en cartografie.

### Biologische proeven
Ook op dit vlak vonden diverse experimenten plaats. De bemanning onderzocht de gevolgen van kosmische straling op visuele waarneming. De Amerikaanse Apollo astronauten rapporteerden felle lichtflitsen als zij hun ogen sloten. Oorzaak was kosmische straling die het oog passeerde. Verder beschikte ze over een kleine centrifuge, om na te gaan hoe planten opgroeien in kunstmatige zwaartekracht. Bovendien bevond zich een klein aquarium aan boord, om het gedrag van vissen te observeren.

## Terugkeer naar Aarde
Bykovski en Aksjonov keerden op 23 september naar de Aarde terug. Ze maakten een behouden landing en kwamen op 150 km noordwestelijk van Tselinograd neer. Ze hadden 127 baantjes getrokken en hun totale vluchtduur bedroeg 7 dagen, 21 uur en 52 minuten. Beide kosmonauten konden tevreden terugkijken op een zeer geslaagde vlucht; voor komende missies zou men opnieuw een beroep op hen doen. 
1 ·
2 ·
3 ·
4 ·
5 ·
6 ·
7 ·
8 ·
9 ·
10 ·
11 ·
12 ·
13 ·
14 ·
15 ·
16 ·
17 ·
18A ·
18 ·
19 ·
20 ·
21 ·
22 ·
23 ·
24 ·
25 ·
26 ·
27 ·
28 ·
29 ·
30 ·
31 ·
32 ·
33 ·
34 · 
35 ·
36 ·
37 ·
38 ·
39 ·
40

T-1 ·  
T-2 ·
T-3 ·
T-4 ·
T-5 · 
T-6 ·
T-7 · 
T-8 ·
T-9 · 
T-10-1 ·
T-10 · 
T-11 ·
T-12 · 
T-13 ·
T-14 · 
T-15